# 6908 Kunimoto
6908 Kunimoto è un asteroide della fascia principale. Scoperto nel 1990, presenta un'orbita caratterizzata da un semiasse maggiore pari a 2,7516125 UA e da un'eccentricità di 0,0911454, inclinata di 5,61159° rispetto all'eclittica.